# Red Bull RB8
Red Bull RB8 je vůz formule 1 týmu Red Bull Racing nasazený pro rok 2012. Jezdili v něm Němec Sebastian Vettel a Australan Mark Webber. Monopost byl představen 6. února 2012 v Jerezu.

## Název vozu
Označení vozu odpovídá zavedené systematice Red Bullu. Samotná zkratka RB8 znamená, že se jedná o monopost týmu Red Bull Racing, u nějž je 8. vozem v pořadí vzniku.

## Popis

### Technika
Tento vůz je již šestým monopostem rakouského týmu, který je dílem věhlasného designéra a konstruktéra Adriana Neweyho. Stejně jako loňský model obouvá pneumatiky Pirelli a též je poháněn agregátem Renault RS27, do nějž je tankováno palivo od společnosti Total.

### Proporce
Monopost se z velké části nijak obzvlášť neliší od modelů z předchozích sezón od zavedení nových technických regulí počínaje sezónou 2009. Ovšem kvůli nové vyhlášce FIA pro sezónu 2012 musela být z bezpečnostních důvodů přední část „nosu“ vozu výrazně snížena, přičemž zbytek karoserie zůstal ve standardní výšce, což má za následek velmi diskutovaný kontroverzní prvek v přední části auta, který bylo možno v této sezóně vidět na vozech devíti z celkových dvanácti týmů. Ovšem právě Red Bull, který mezi tyto týmy patří, částečně zakamufloval tento prvek, když do onoho schodu zakomponoval otvor s nasáváním vzduchu do kokpitu.

### Design
Tradiční barevné řešení vozu, které obsahuje především motivy majitele týmu, rakouské firmy Red Bull, je doplněno o reklamy několika dalších týmových sponzorů, mezi něž kromě dodavatele paliva či pneumatik patří také automobilka Infiniti.

## Sezóna 2012

### Výsledky v sezóně 2012
| Legenda k tabulce | Legenda k tabulce                                                                       |
| Barva             | Výsledek                                                                                |
| ----------------- | --------------------------------------------------------------------------------------- |
| Zlatá             | Vítěz                                                                                   |
| Stříbrná          | 2. místo                                                                                |
| Bronzová          | 3. místo                                                                                |
| Zelená            | Bodované umístění                                                                       |
| Modrá             | Nebodované umístění                                                                     |
| Modrá             | Dokončil neklasifikován (NC)                                                            |
| Fialová           | Odstoupil (Ret)                                                                         |
| Červená           | Nekvalifikoval se (DNQ)                                                                 |
| Červená           | Nepředkvalifikoval se (DNPQ)                                                            |
| Černá             | Diskvalifikován (DSQ)                                                                   |
| Bílá              | Nestartoval (DNS)                                                                       |
| Bílá              | Závod zrušen (C)                                                                        |
| Světle modrá      | Pouze trénoval (PO)                                                                     |
| Světle modrá      | Páteční testovací jezdec (TD)                                                           |
| Bez barvy         | Netrénoval (DNP)                                                                        |
| Bez barvy         | Vyřazen (EX)                                                                            |
| Bez barvy         | Nepřijel (DNA)                                                                          |
| Bez barvy         | Odvolal účast (WD)                                                                      |
| Bez barvy         | Nezúčastnil se (prázdné)                                                                |
| Označení          | Význam                                                                                  |
| Tučnost           | Pole position                                                                           |
| Kurzíva           | Nejrychlejší kolo                                                                       |
| †                 | Jezdec nedojel do cíle, ale byl klasifikován, protože odjel více než 90 % délky závodu. |
| ‡                 | Byl udělován poloviční počet bodů, protože bylo odjeto méně než 75 % délky závodu.      |
| Horní index       | Umístění bodujících jezdců ve sprintu                                                   |

| Rok  | Šasi         | Motor               | Pneu | Jezdci      | 1   | 2   | 3   | 4   | 5    | 6   | 7   | 8   | 9   | 10  | 11  | 12    | 13  | 14  | 15  | 16  | 17  | 18   | 19  | 20  | Body   | Umístění |
| ---- | ------------ | ------------------- | ---- | ----------- | --- | --- | --- | --- | ---- | --- | --- | --- | --- | --- | --- | ----- | --- | --- | --- | --- | --- | ---- | --- | --- | ------ | -------- |
| 2012 | Red Bull RB8 | Renault RS27 2.4 V8 | P    | Závod       | AUS | MAL | CHN | BHR | ESP  | MON | CAN | EUR | GBR | GER | HUN | BEL   | ITA | SIN | JPN | KOR | IND | ABU  | USA | BRA | 460    | 1.       |
| 2012 | Red Bull RB8 | Renault RS27 2.4 V8 | P    | Vettel      | 2   | 11  | 5   | 1   | 6    | 4   | 4   | Ret | 3   | 5   | 4   | 2     | 22  | 1   | 1   | 1   | 1   | 3    | 2   | 6   | 460    | 1.       |
| 2012 | Red Bull RB8 | Renault RS27 2.4 V8 | P    | Webber      | 4   | 4   | 4   | 4   | 11   | 1   | 7   | 4   | 1   | 8   | 8   | 6     | 20  | 11  | 9   | 2   | 3   | Ret  | Ret | 4   | 460    | 1.       |
| 2012 | Red Bull RB8 | Renault RS27 2.4 V8 | P    | Kvalifikace | AUS | MAL | CHN | BHR | ESP  | MON | CAN | EUR | GBR | GER | HUN | BEL   | ITA | SIN | JPN | KOR | IND | ABU  | USA | BRA | Průměr | Průměr   |
| 2012 | Red Bull RB8 | Renault RS27 2.4 V8 | P    | Vettel      | 6   | 5 1 | 11  | 1   | 7 2  | 9 3 | 1   | 1   | 4   | 2   | 3   | 10 4  | 5   | 3   | 1   | 2   | 1   | 24 6 | 1   | 4   | 5,05   | 5,33     |
| 2012 | Red Bull RB8 | Renault RS27 2.4 V8 | P    | Webber      | 5   | 4   | 6 7 | 3   | 11 8 | 1 9 | 4   | 19  | 2   | 3   | 11  | 12 10 | 11  | 7   | 2   | 1   | 2   | 2    | 3   | 3   | 5,60   | 5,33     |

- 1 - Sebastian Vettel, posun na startovním roštu o 1 místo dopředu kvůli penalizaci Kimiho Räikkönena
- 2 - Sebastian Vettel, posun na startovním roštu o 1 místo dopředu kvůli diskvalifikaci Lewise Hamiltona
- 3 - Sebastian Vettel, posun na startovním roštu o 1 místo dopředu kvůli penalizaci Pastora Maldonada
- 4 - Sebastian Vettel, posun na startovním roštu o 1 místo dopředu kvůli penalizaci Marka Webbera
- 5 - Sebastian Vettel, posun na startovním roštu o 1 místo dopředu kvůli penalizaci Paula di Resty
- 6 - Sebastian Vettel, diskvalifikován z výsledků kvalifikace a start z boxové uličky
- 7 - Mark Webber, posun na startovním roštu o 1 místo dopředu kvůli penalizaci Lewise Hamiltona
- 8 - Mark Webber, posun na startovním roštu o 1 místo dopředu kvůli diskvalifikaci Lewise Hamiltona
- 9 - Mark Webber, posun na startovním roštu o 1 místo dopředu kvůli penalizaci Michaela Schumachera
- 10 - Mark Webber, penalizován posunem na startovním roštu o 5 míst dozadu